# Ichneumon annularis
Ichneumon annularis är en stekelart som beskrevs av Lichtenstein 1796. Ichneumon annularis ingår i släktet Ichneumon och familjen brokparasitsteklar. Inga underarter finns listade i Catalogue of Life.